# أيومي كاتاوكا
أيومي كاتاوكا (باليابانية: 片岡安祐美؛ بالكانا: かたおか あゆみ) هي لاعب كرة قاعدة يابانية، ولدت في 14 نوفمبر 1986 في Higashi-ku, Kumamoto ‏ في اليابان.

## وصلات خارجية
- الموقع الرسمي